# Жером Наполеон (1957)
Жером Наполеон Бонапарт (Жером Ксавье Мария Жозеф Виктор Наполеон) (фр. Jérôme Xavier Marie Joseph Victor Bonaparte; род. 14 января 1957, Булонь-Бийанкур) — представитель дома Бонапартов.

## Биография
Жером родился 14 января 1957 года в Булоне-Бийанкур. Он младший сын Луи Наполеона и его жены Аликс де Фореста. У него также есть две сестры. Его крестным отцом является принц Ксаверий Бурбон-Пармский. После смерти отца в 1997 году, племянник Жерома Жан-Кристоф стал главой дома Бонапартов, а сам Жером стал его наследником так как у его племянника не было сыновей. Однако в конце 2022 года у Жана-Кристофа родился сын Луи-Шарль (род. 2022) и поэтому на данный момент он занимает вторую строчку в порядке наследования.
Жером долгое время работал в библиотеке Женевского университета. На данный момент находится на пенсии и проживает в Женеве.

## Личная жизнь
Жером женился 2 сентября 2013 года на Лиции Инноченти. Детей в браке нет.

## Титулы и обращения
- с 14 января 1957: Его Императорское Высочество принц Жером Ксавье Наполеон